# Salyan (Kaski)
Salyan (Nepali सल्यान) ist ein Village Development Committee (VDC) im Distrikt Kaski der Verwaltungszone Gandaki in Zentral-Nepal.
Das VDC Salyan erstreckt sich über einen südlichen Ausläufer des Annapurna Himal entlang dem östlichen Flussufer des Modi Khola. Der Ort Nayapul liegt an der Straße (Baglung Rajmarg) zwischen Pokhara und Baglung. Im Norden grenzt Salyan an das VDC Lumle.

## Einwohner
Das VDC Salyan hatte bei der Volkszählung 2011 3541 Einwohner (davon 1566 männlich) in 926 Haushalten.